# Fannia flavicincta
Fannia flavicincta är en tvåvingeart som först beskrevs av Stein 1904.  Fannia flavicincta ingår i släktet Fannia och familjen takdansflugor. Inga underarter finns listade i Catalogue of Life.